# Krzysztof Grzywocz
Krzysztof Grzywocz (ur. 17 października 1962 w Koźlu, zaginął 17 sierpnia 2017 w Alpach Lepontyńskich) – Polski duchowny rzymskokatolicki, prezbiter diecezji opolskiej, egzorcysta diecezjalny, teolog, wykładowca teologii duchowości na Wydziale Teologicznym Uniwersytetu Opolskiego.

## Życiorys
Urodził się w rodzinie Józefa i Zofii zd. Kaleta w Koźlu 17 października 1962 roku. W latach 1977–1981 uczęszczał do Liceum Ogólnokształcącego im. Janka Krasickiego w Kędzierzynie-Koźlu (obecnie: II LO im. Mikołaja Kopernika). W 1982 roku otrzymał Kartę Taternika. Po zdaniu matury był słuchaczem Policealnego Studium Zawodowego w Opolu. Do Wyższego Seminarium Duchownego w Nysie wstąpił w 1983 roku. Święcenia kapłańskie przyjął w katedrze Świętego Krzyża w Opolu z rąk biskupa Alfonsa Nossola 17 czerwca 1989 roku. Następnie skierowany został jako wikary parafialny do Parafii Przemienienia Pańskiego w Opolu (lata 1989-1991). W latach 1989–1992 ks. Grzywocz należał do Klubu Wysokogórskiego Gliwice. W 1991 podjął studia doktoranckie na Katolickim Uniwersytecie Lubelskim Jana Pawła II.
W 1996 obronił pracę doktorską na Wydziale Teologii KUL: Urzeczywistnianie świętości w Kościele. Studium na podstawie twórczości Hansa Ursa von Balthasara, napisaną pod kierunkiem ks. prof. zw. dr. hab. Waleriana Słomki. Był ojcem duchownym w Wyższym Seminarium Duchownym w Opolu oraz członkiem diecezjalnej rady kapłańskiej, autorem opracowań dotyczących duchowości katolickiej. Publikował m.in. na łamach „Życia Duchowego”, „Znaku”, „Pastores”, „Więzi” oraz „Zeszytów Formacji Duchowej”.
17 sierpnia 2017 zaginął w Alpach Lepontyńskich w okolicy szczytu Bortelhorm na granicy między Szwajcarią i Włochami. 23 sierpnia 2017 zakończono oficjalne poszukiwania i ks. Grzywocz został urzędowo uznany za zaginionego.

## Nagrania
Zapisy ścieżek dźwiękowych z rekolekcji i wykładów prowadzonych przez ks. dra Grzywocza, wydanych na płytach CD:
- Jak uprościć życie (2RYBY.PL 2018) ISBN 978-83-948248-6-0
- Sakrament pojednania i kierownictwo duchowe (Studio Katolik 2002)
- Wartość człowieka (Studio Katolik 2011)
- Powrót do lectio divina. Nowa wiosna Kościoła (wraz z innymi autorami, Studio Katolik 2012) ISBN 978-83-63436-25-4
- Ból ludzkich zranień i potrzeba przebaczenia (Studio Katolik 2012) ISBN 978-83-62929-64-1
- Kierownictwo duchowe szkołą słuchania (Studio Katolik 2012) ISBN 978-83-62929-44-3
- Duchowość i sny (Studio Katolik 2012) ISBN 978-83-63436-16-2
- Kierownictwo duchowe a uczucia niekochane (Studio Katolik 2012) ISBN 978-83-62929-52-8
- W duchu i przyjaźni (Studio Katolik 2014) ISBN 978-83-64622-13-7
- Pójdźcie na miejsce osobne (wraz z Jackiem Prusakiem, WAM 2006)
- Dotyk zaufania ISBN 978-83-65375-96-4
- Mistyka chrześcijańska. Wprowadzenie ISBN 978-83-934923-8-1
- Patologia duchowości. Od niezdrowej religijności do wiary dojrzałej ISBN 978-83-934923-9-8

## Publikacje
- 2006 Przesłonięte światło. Depresja a życie duchowne, (Zeszyty Formacji Duchowej, 33/2006), Kraków ISSN 1426-8515
- 2008 Uczucia niekochane, (Zeszyty Formacji Duchowej, 41/2008), Kraków ISSN 1426-8515
- 2010 Wartość człowieka, (Zeszyty Formacji Duchowej, 49/2010), Kraków ISSN 1426-8515
- 2012 W mroku depresji, Wydawnictwo Salwator, ISBN 978-83-7580-252-8
- 2012 Wartość człowieka, Wydawnictwo Salwator, ISBN 978-83-7580-262-7
- 2013 Duchowość i sny, (Zeszyty Formacji Duchowej, 61/2013), Kraków ISSN 1426-8515
- 2015 Sztuka słuchania, (Zeszyty Formacji Duchowej, 67/2015), Kraków ISSN 1426-8515
- 2017 W duchu i przyjaźni, (Zeszyty Formacji Duchowej, 77/2017), Kraków ISSN 1426-8515
- 2017 Wybrane na drogę, Dom Słowa, ISBN 978-83-9496-80-0-7
- 2017 W duchu i przyjaźni, Wydawnictwo Salwator, ISBN 978-83-7580-578-9
- 2020 Patologia duchowości. Od niezdrowej religijności do wiary dojrzałej, Wydawnictwo WAM, ISBN 978-83-277-1787-0